# 古代ローマの奴隷制

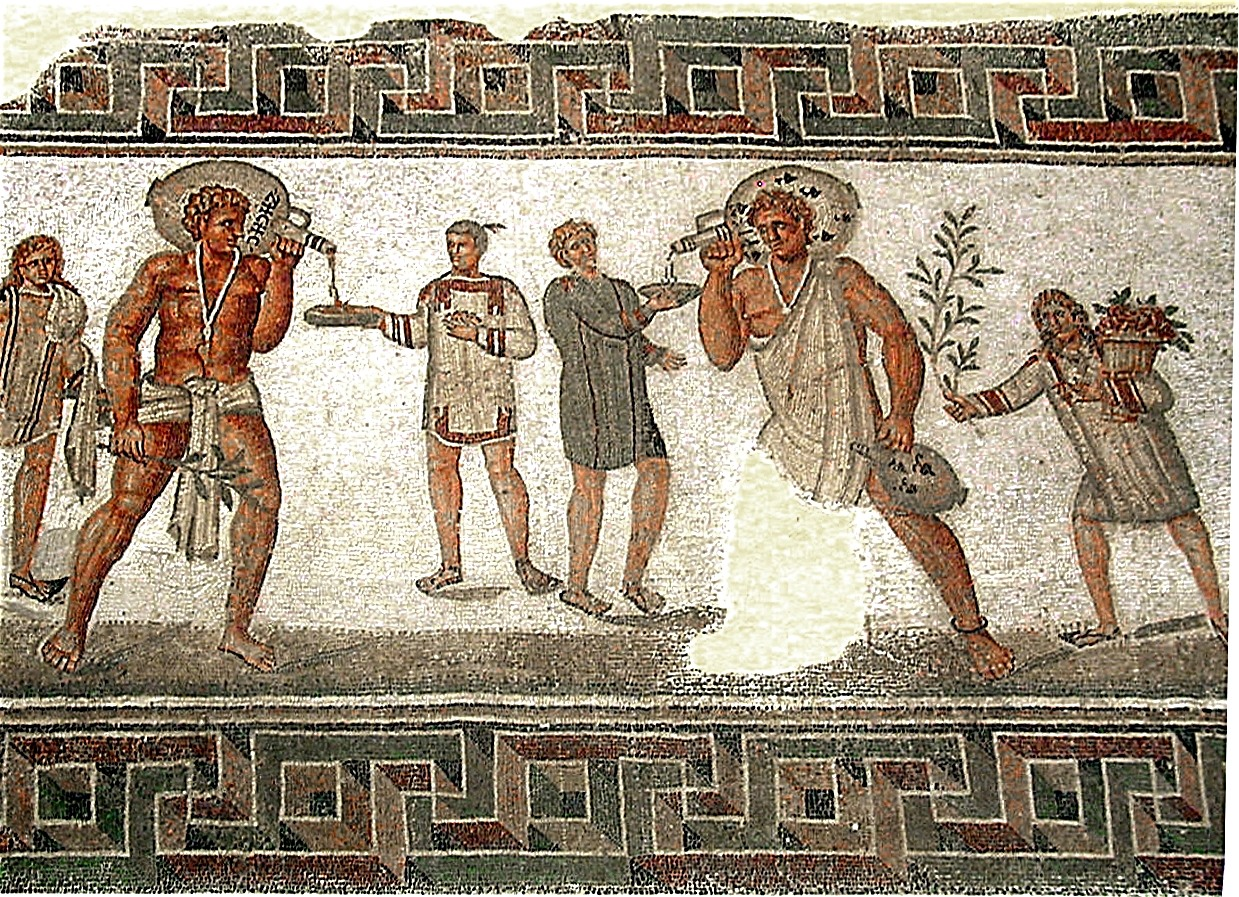
古代ローマの奴隷

古代ローマ社会において奴隷は社会・経済分野で重要な役割を担っていた。肉体労働や接客業務だけでなく、高度な知的労働にも従事していた。たとえば教師や会計士、医師は多くの場合奴隷が従事する職業で、これら高度な知識が必要とされる業務は、多くの場合ギリシア人奴隷が充てられた。それに対して、能力の劣る奴隷は農場や鉱山で使役されていた。

## 奴隷の用途
古代ローマの奴隷の用途は、極めて多岐にわたる。主に、都市の邸宅で使役される家内奴隷と、地方の奴隷制農場（ラティフンディウム）などに用いられる使役奴隷に大別される。以下、詳細を述べる。
自作農が所有する奴隷
古代ローマは、地中海を制する覇権大国となる以前の、小規模都市国家だった頃から、奴隷を有する社会であった。貧しい自作農であっても、1人か2人程度の奴隷を所有するのが普通であった。そうした奴隷は、貧しい農民にとっての大切な労働力、高価で貴重な財産として、（家畜以上の存在として）大切に扱われた。
農場の奴隷
ローマが覇権大国になると、大土地所有による奴隷制農場が盛んになり、ラティフンディウムの成立を見る。新たにローマの支配下となった国の多くの農地が国家所有となり、それを奴隷を多数所有するローマの貴族や富裕者が借り上げ、使い捨ての奴隷の過酷な労働により、多大な収益をあげたのである。彼ら農場の奴隷は家畜と同様の扱いを受け。家畜が「音声を発する道具」と呼ばれたのに対し、奴隷は「話すことのできる道具」と呼ばれ、要は両者の違いは話すか話さないかだけであった。
執政官を務めた大カトーが記した『農業論』には、60ヘクタールの奴隷制オリーブ園には13名の奴隷（管理人1名、家政婦1名、農夫5名、御者3名、ラバ飼い1名、羊飼い1名、豚飼い1名）が必要で、25ヘクタールの葡萄園には15名の奴隷（管理人1名、家政婦1名、農夫10名、御者1名、ラバ飼い1名、豚飼い1名）が必要であると説いている。大カトー以外にも諸説あり、2ヘクタール当り1名の奴隷が必要であると説いている書物もある。
古代ローマ時代の農業指導書には、郊外の農場においては農場管理人以外の労働者は、なるべく働かまいとする奴隷よりも、出来る限り利益をあげようとする自由人を雇用するほうが良いとする記述もある。これは奴隷を強制的に酷使するよりも、自由民の自発的労働のほうがより効率が高いという考え方によるものである。共和政ローマ時代の繁栄を支えた自由農民による農場に比して、奴隷制の大規模農場は財力の誇示に過ぎないとする価値観も一部にあったといわれる。これがのちのコロナートゥスへの移行の伏線となる。
一般の家内奴隷
ローマの家内奴隷は、農場の使役奴隷ほどには過酷な境遇ではなかった。後述する通り解放奴隷となるチャンスも十分にあった。家内奴隷は私有財産もある程度は所持する事ができ、ペクリウムと呼ばれ、これで自らを買って解放奴隷となる場合もあった。もちろん、多数の家内奴隷を有するのはローマの貴族であり、彼ら家内奴隷の悪く無い境遇も、農場の奴隷の過酷な労働に支えられたものであった。
家内奴隷は業務ごとにそれぞれ別個の人間が割り当てられる場合も多く、乳母、子供の世話、給仕、輿担ぎ、手紙の朗読、代筆、食事時の演奏者、門番、時報、使い走りなどがあった。これら以外にも洗濯、衣服の縫製、散髪、性的奉仕などの業務もあった。
高度専門職
教師、会計士、医師、貴族の秘書など。このような知的労働であっても、古代ローマにおいては奴隷の仕事であった。それら知的労働に携わった奴隷は、その職務に見合った高い待遇を得ていた。特に厚遇されたのは家庭教師であり、自らの主人の子弟にあたる自分の生徒に軽い体罰を与える事すら認められていた。当時の地中海世界で最高学府とされるのはロードス島であり、そこで学んだギリシア人の奴隷が、特に高額で売買された。
剣闘士
剣闘士は見せ物のために殺しあいをさせられる職業であり、特に反抗的な奴隷が懲罰的に剣闘士にされた。その境遇をはかなんで自殺に及ぶ奴隷もいれば、後述の通り大規模な反乱を起こした奴隷もいる。ただしその一方で、勝ち続ければ観客からの拍手喝采を浴び、莫大な賞金をもらい、富裕層や貴族から宴に招待され、美女と一夜を共にする事もあった。20戦ほどすれば奴隷身分から解放された。剣闘士の中には、解放されても観客の拍手喝采を浴びた栄光や、賞金などの利益がが忘れられず、自らの意志で再び剣闘士の境遇に戻った者も多かった。
役人・官吏
古代ローマの行政官職は、ローマの貴族が自らの名誉のために行う無料奉仕であった（もちろん官職に伴う利権はあったが）。当然ながら貴族が担う上級職ばかりでは国家運営はままならず、下級官吏が必要であり、それらを担ったのは貴族が個人的に所有する奴隷であった（家産官僚制）。皇帝や属州総督が所有する奴隷の中には高度な行政事務に携わる奴隷もおり、権力や蓄財を恣にする奴隷も居た。
従者
古代ローマの貴族は、特に忠実な奴隷として、2〜3人の従者を抱えていた。彼ら従者は、幼少の頃より将来仕えるべき主人となるべき貴族の子弟とともに、同じ家庭教師から教育を受けて、大切に育てあげられた。ガイウス・グラックスの従者のように自殺して主人の後を追ったり、ガイウス・ユリウス・カエサルの従者のように命懸けで暗殺された主人の遺体を回収したりなど、その主人への忠実さが美談として伝わっている。
公有奴隷
公有奴隷という区分もあり、国家や都市が多くの奴隷を所有していて、道路や公共施設の補修や帳簿作成など様々な公共の仕事をさせていた。特に国営の鉱山での労働に従事する奴隷の待遇は、農場での奴隷同様に過酷なものであった。また、罪を犯した奴隷は罰として公衆浴場や下水溝の清掃をさせられていた。
このように奴隷の仕事が多岐にわたったのは、古代ローマの市民が労働によって報酬を得る職業を卑賤なものと看做したからであった。たとえ国家の役人であっても、報酬をもってこの職業に就く事は憚られたのである。

## 奴隷の購入

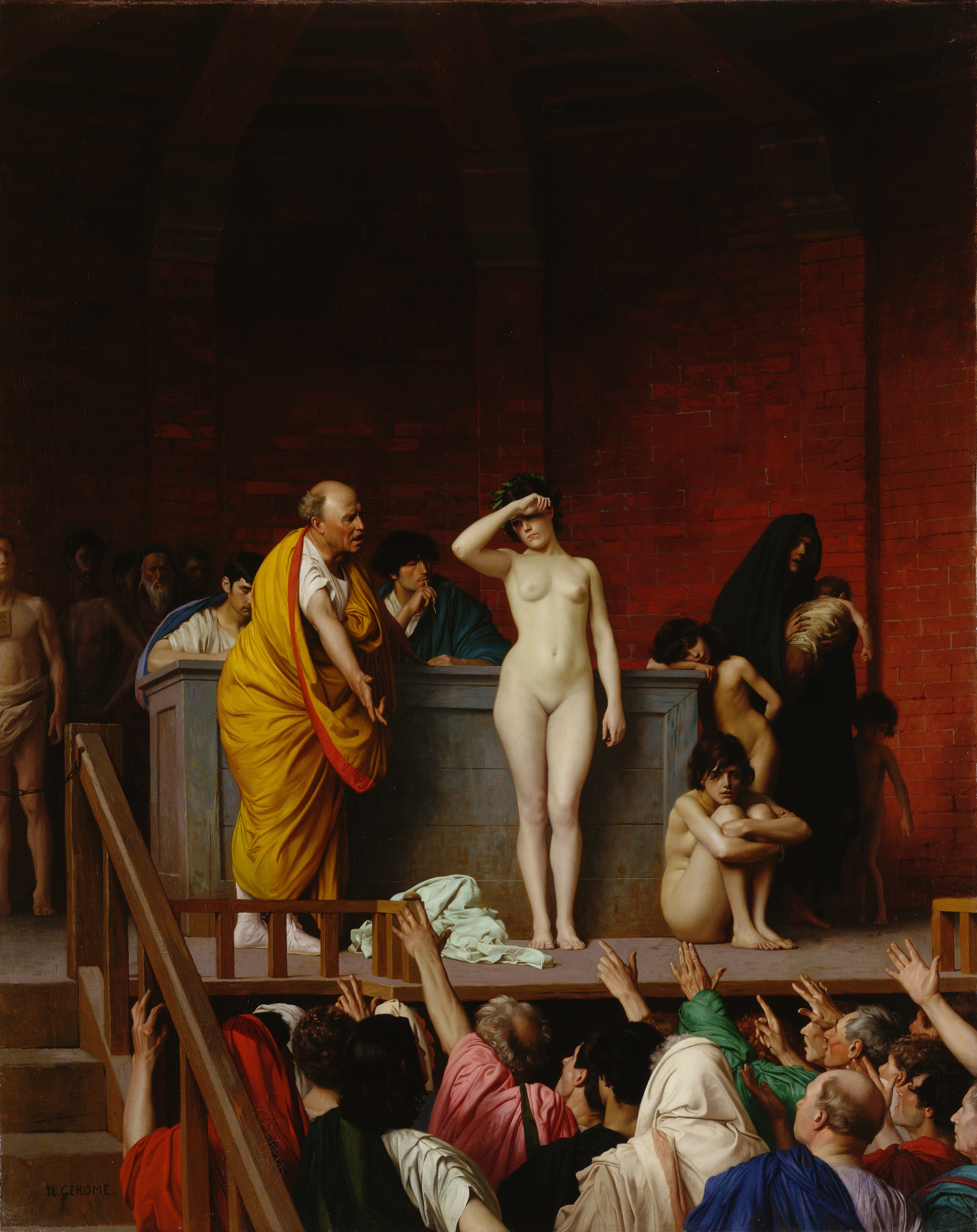
ジャン＝レオン・ジェローム『ローマの奴隷販売』エルミタージュ美術館

奴隷は戦争捕虜や奴隷が産んだ子供が主であったが、中にはローマ市民を含む自由人が経済的理由で自らを売って奴隷になったり、同様の理由で売られた子供が奴隷となることもあった。海賊によって拉致されたり、捨てられたりして身寄りのない子供が奴隷となって売られることもあった。なお、自由人である主人が奴隷女に産ませた子供は法律上奴隷であった。奴隷市場で取引される成人男性の奴隷1名の価格は約1000セステルティウス、女性の場合は約800セステルティウス程度であり、これはローマで1家4人の年間の生活費（500〜1000セステルティウス）と同程度の価値であったとされる。40歳を超えた男性や14歳以下の少年は約800セステルティウス、老人や幼児は400セステルティウス程度であったとされる。この価格はアウグストゥス帝が奴隷取引に2%の税を課した時の税収（年間500万セステルティウス）ならびに、ディオクレティアヌス帝の最高価格令にある奴隷と小麦の交換比率を元に推定したものである。なお、奴隷の価格は需給関係で変化し、大規模戦争に勝利し捕虜が大量に供給されたら下がるなどの変化があった。

## 奴隷の権利
奴隷は主人の所有物であり、主人は奴隷の生殺与奪の権利を持っていた。ただ厳格な家父長制があった古代ローマにおいては、家父長は自分の妻や子に対しても同様の権利を行使する事ができ、そうした意味においては奴隷も「家族なみ」であった（ただ、愛情ある自分の妻や子に対してと、金で買ったに過ぎない奴隷に対してでは、家父長・奴隷の所有者としての権利の行使には、当然ながら差異があったであろうが）。
自由人のように法的権利はほとんど認められていなかったが、都市部の奴隷は金銭や物などの個人財産を持つことや、事実婚を行うことは一般的に認められていた。しかしながら、犯罪の疑いが掛けられた奴隷に対して、主人が拷問の正当性を証明できた場合は、証言を引き出すための拷問は認められていたし、主人の殺害については近くに居た奴隷全員を処刑することも一般的であった。また、性的虐待も法的に問題はなかった。上流階級である主人の多くはストア哲学の考え方に影響を受けている場合が多く、哲学者セネカのように『奴隷も自由身分の使用人と同じように適正かつ公正に扱うべき』と考える人も現れるようになった。帝政期になると、主人の暴虐を理由として神殿に逃げこむ権利などが認められるようになった。
老いたり病気になったりして使役に適さなくなった奴隷について、ローマではティベリス川の中洲のティベリーナ島に捨てたとされる慣習があり、クラウディウス帝がこれを禁じようとしたとの記録もある。このように資産価値のなくなった奴隷の扱いは良かったとはいえない。

## 奴隷の解放
主に都市部の奴隷は懸命に、誠実に仕事に取り組んで主人によく支えれば、いずれは解放されると期待することが出来た。この解放されるまでの期間は5〜6年から20年近くと大きな幅があったとされる。農村地帯で使役された奴隷は、農場管理人を除いて解放されること無く死ぬまで奴隷として働いたと考えられている。古代ローマの奴隷制度は、大勢の人間を外部からローマ社会に取り込むための仕組みでもあり、解放された奴隷の子供の代にはローマ市民権を得る事すら可能であり、後に解放された奴隷自身にも市民権の獲得機会が与えられたが、処罰を受け足枷を付けられたり烙印を押されたりした経歴がある奴隷は、アエリウス＝センティウス法（紀元後4年制定）により解放されて自由人になってもローマ市民権は得られなかった。また、主人が一度に解放できる奴隷の割合を制限するフフィア＝カニニア法（紀元前2年制定）などもあった。奴隷は主人の決定や遺言により、また奴隷自身や第三者が主人に対価を支払うことで『解放』された。解放された奴隷は『解放奴隷』（男性の場合リベルタス libertus、女性の場合リベルタ liberta）と呼ばれ自由人となるが、解放後も元主人やその家（ファミリア familia）に対して様々な義務を果たすことが法的に決められていた。この場合の主人を『パトロヌス』（保護者）といい、解放された奴隷を『クリエンテス』（被護者）という。解放奴隷の中には皇帝のファミリアの一員として権勢をふるったものや、学者や作家として優れた業績を残したものも居た。

## 奴隷の反乱
共和政期には奴隷制度も安定せず、奴隷による抵抗が大規模な叛乱を引き起こしたものもある。その中でも大規模なものは3度の奴隷戦争であり、スパルタクスが引き起こした第三次奴隷戦争（紀元前73年から紀元前71年）は有名である。帝政期にはいると大規模な反乱は起こらなくなり、日常的な嘘、ごまかし、怠慢、仮病などといったささやかな抵抗になっていった。

## 利殖の手段として
上記の通り、高度な知識を持った奴隷が、知的労働者として高額で売買されると、それを意図して高額で転売する目的をもって、自分の所有する奴隷に高い教育をほどこす例も多々見られた。商業を侮蔑し農業にたちかえる事を主張した大カトーも、才能がある奴隷を見いだして教育を受けさせ、高額で転売する事に限っては、利殖として認めている。ガイウス・ユリウス・カエサルの家庭教師は、ギリシア人が最高とされたこの当時において、ロードス島で教育を修めたガリア人であった。当時のガリア人が自発的意志でロードス島で教育を受けたとはとうてい考えられず、奴隷になった後で所有する主人の意向で教育を受けさせられたものと考えられる。